# 本翁意伯
本翁意伯（ほんおういはく）は、戦国時代の浄土宗西山深草派の僧。鳥居忠吉の次男。

## 生涯
三河国松平氏（徳川氏）の家臣・鳥居忠吉の次男として誕生。弟に鳥居元忠などがいる。
出家して総本山である、京都の河原町四条に在する誓願寺で修行した。大変な博学で、宗派の曼荼羅の指導者として有名になった。その後岡崎城の近くの光善寺の住職をしていたが、本山の任命で三河十二本寺の一つである不退院の第6世の住職になった。
元亀3年（1572年）、正親町天皇の勅願により二条城に参内して曼荼羅を講筵した。その礼に正親町天皇より授法山「上衍寺（じょうえんじ）」の勅額を賜る。また1593年、徳川家康の異母妹・市場姫の葬儀を不退院で行い、その導師を勤めた。なお、永禄10年（1567年）9月29日に入没した荒川城（八ツ面城）主荒川義広の葬儀も導師として勤めていたことが、不退院の寺記に記されている。
不退院で死去。死後、不退院の住職は同族の鳥居忠春の親族が継いだ。

## 逸話
本翁意伯の弟である元忠が京都伏見城の戦いで、徳川家康の代わりに城を守り、壮絶な戦死をしている。その忠節は大久保忠教より「三河武士の鑑」と称された。家康は忠実な部下の死を悲しみ、嫡男・忠政に磐城平藩10万石を経て、山形藩24万石の大名に昇格させている。それを知った兄の本翁意伯は大変喜んだ。わざわざ山形藩まで出向くことを決意するが、高齢のために叶わず、弟子の頓翁意傳をかわりに行かせた。愛知の三河から山形藩までは、相当な距離である。そのことが記録として残っている。(鳥居元忠の功績を検証する研究会「鳥居会」が東京に本部があり、全国規模で検証を続けている。そこに収集された古文書の中に、そのことが書かれている。)